# Dana Point
Dana Point est une municipalité située dans le sud du comté d'Orange. Sa population était de 33 351 habitants en 2010. Aisément accessible depuis la California State Route 1, et disposant d'un port, il s'agit d'une destination touristique populaire, notamment pour le surf.

## Démographie
| 1960  | 1970  | 1980   | 1990   | 2000   | 2010   |
| ----- | ----- | ------ | ------ | ------ | ------ |
| 1 186 | 4 745 | 10 602 | 31 896 | 35 110 | 33 351 |

## Jumelages
Sorrento (Italie)